# Atlanta Marriott Marquis
Das Atlanta Marriott Marquis ist ein Hochhaus in Atlanta. Es wird von der Marriott Hotelkette als Hotel betrieben. Das 169 Meter hohe Gebäude wurde vom Architekten John C.Portman, Jr entworfen. Bei seiner Eröffnung im Jahr 1985 besaß es mit 143 Meter das höchste Atrium. Es verlor erst mit der Eröffnung des Burj Al Arab in Dubai diesen Rekord.
Die 42. Etage beheimatet eine Concierge-Lounge, die nur für die Gäste der 42. bis 47. Etage reserviert ist.

## Galerie

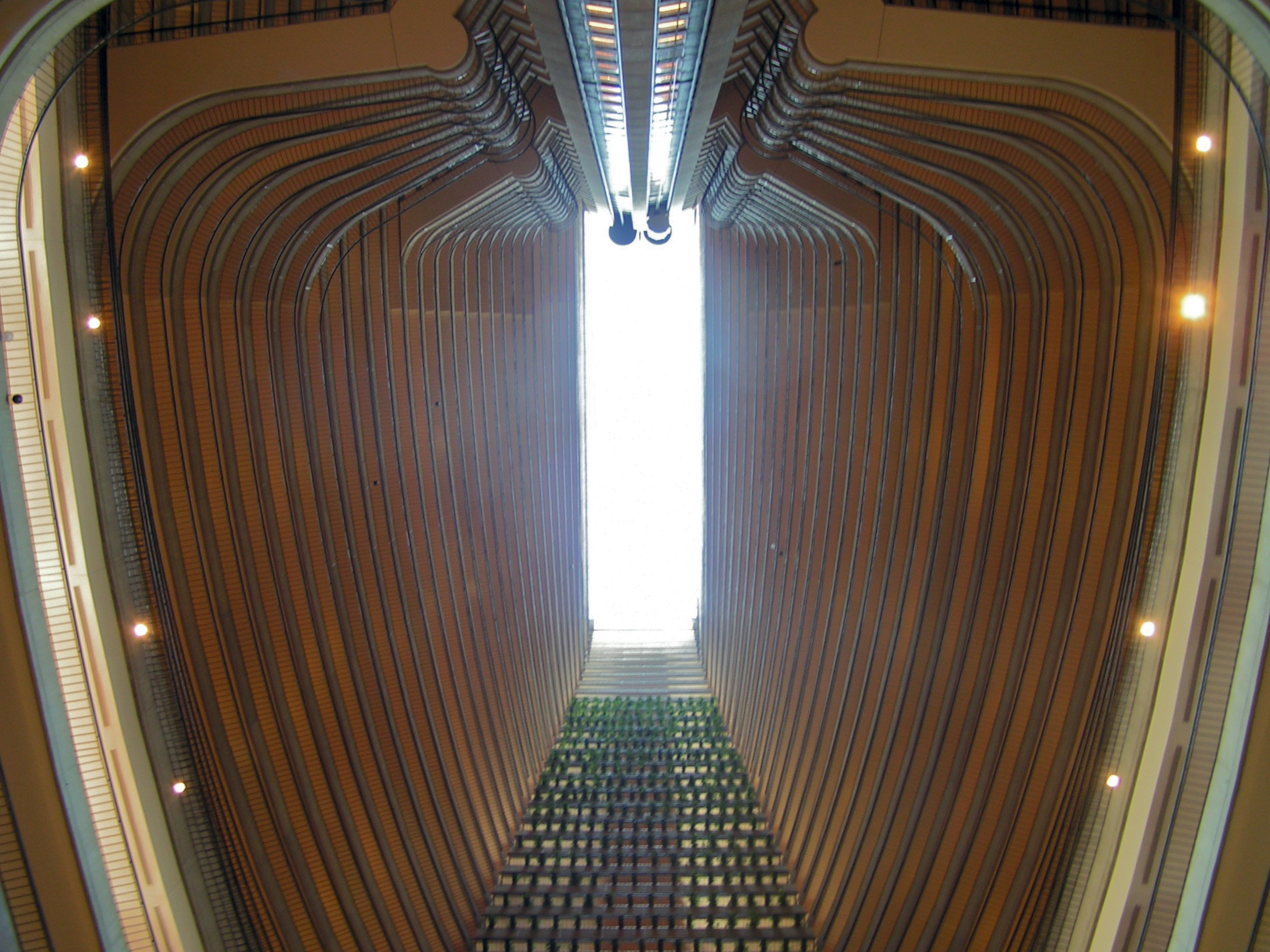
Das Atrium von der Lobby aus betrachtet.